# Rolland (kasteel)
Rolland of Huis (te) Ramp was een kasteel aan de westzijde van de Nederlandse stad Haarlem, provincie Noord-Holland. De voormalige kasteelplaats is overbouwd door de woonwijk Ramplaankwartier.

## Etymologie
De naam is afkomstig van de woorden 'rode' en 'land' en betekent het gerooide land. Dit verwijst naar de ontginningen die in de 13e eeuw in het gebied werden uitgevoerd.

## Geschiedenis
De oudste vermelding van een huis dateert uit circa 1254: Dirk Brecaes werd toen door graaf Willem II met het huis en bijbehorende zaai- en weilanden beleend. Waarschijnlijk was deze Dirck dezelfde persoon als de in 1249 genoemde Dirck Porchaes, die toen door de abdij van Egmond werd beleend met een derde van de rottienden ('rode tienden') van het nieuw ontgonnen gebied tussen Voorhout en Haarlem. In 1317 werd Machteld Dirksdochter van Rolland - mogelijk een dochter of kleindochter van Dirck - ook met deze tienden beleend.

### Familie Van Rolland
In 1303 werd Jan van Rolland in een akte genoemd. Hij had toen het huis Rolland in eigendom. Zijn zoon Wouter maakte van Rolland in 1326 een lijftocht voor zijn echtgenote Geertruid. Rolland kwam in 1347 toe aan Wouters broer Willem, maar moeder Geertruid woonde er nog tot in in ieder geval 1355.
Op 13 mei 1355 werd Arend van Rolland met het huis beleend. Arend overleed echter kort na de belening en liet geen zoon achter, dus het huis vererfde naar Willem van Sparenwoude Claasz. (†1366/1367) die op 16 april 1356 ermee werd beleend. In 1404 vererfde Rolland via vrouwelijke lijn naar IJsbrand van Schoten.

### Familie Ramp
De laatste erfgenaam uit de familie Van Schoten was Aleid van Schoten, die Rolland in 1582 overdeed aan Willem van Bronckhorst. In 1595 werd Rolland verkocht aan Frederik Ramp, maar onder de voorwaarde dat de echtgenote van Willem het vruchtgebruik van het kasteel behield. Willem overleed rond 1634 en zijn weduwe in 1636, waarna hun dochter Adriana Francisca van Bronckhorst zich onterecht met Rolland liet belenen. De familie Ramp wist dit ongedaan te maken en kreeg nu volledige zeggenschap over zijn kasteel.
De familie Ramp werd in 1627 in de adelstand verheven. Ondanks dat Rolland nooit een ambachtsheerlijkheid is geweest, noemden ze zich toch de heren van Rolland. Ze gingen uiteindelijk in Bergen wonen en het kasteel Rolland werd door hen verhuurd. In 1714 verkocht de familie het kasteel aan de Amsterdamse koopman Jean du Peyrou.

### Afbraak
In 1737 werd het kasteel ter afbraak verkocht. Eigenaar was nu Jan van Sijpesteijn, die in 1744 door Cornelius Ascanius van Sijpesteijn werd opgevolgd. Cornelius verkocht het direct door aan Willem Johan graaf van Hogendorp, die het kasteel in 1748 liet afbreken en de gronden verkavelde.
Willem Josephs Thoolen werd in 1786 met het goed Rolland beleend. In de Franse tijd werd het feodale stelsel afgeschaft, waardoor de familie Thoolen nu volledig eigenaar werd van Rolland in plaats van leenman.
In 1874 werd Rolland omschreven als een 'onaanzienlijke woning', gebouwd van het afbraakpuin van kasteel Rolland. De funderingen van het kasteel waren uitgegraven en weggebroken. Alleen twee stenen pilaren bij de oprijlaan herinnerden nog aan het voormalige kasteel.
Op de voormalige kasteelplaats is begin 20e eeuw een woonwijk gebouwd.

## Afbeeldingen

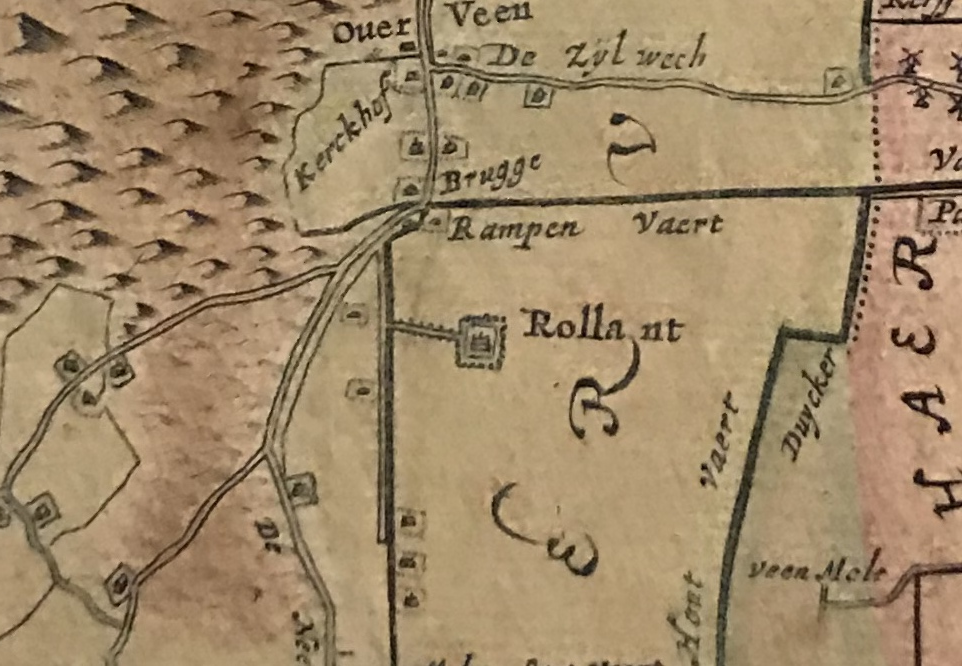
Rolland op een kaart uit 1687
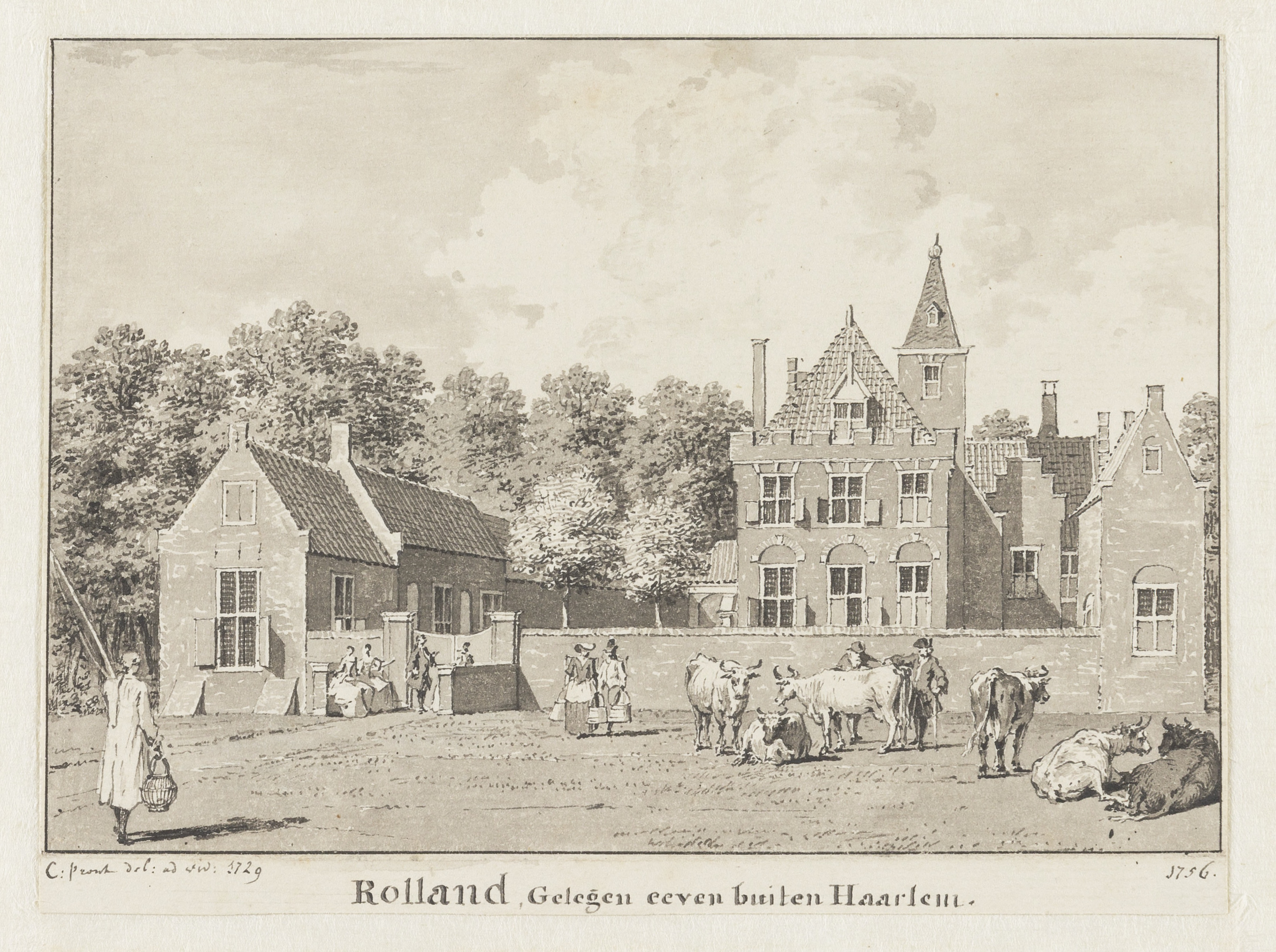
Tekening door Cornelis Pronk, tweede kwart 18e eeuw
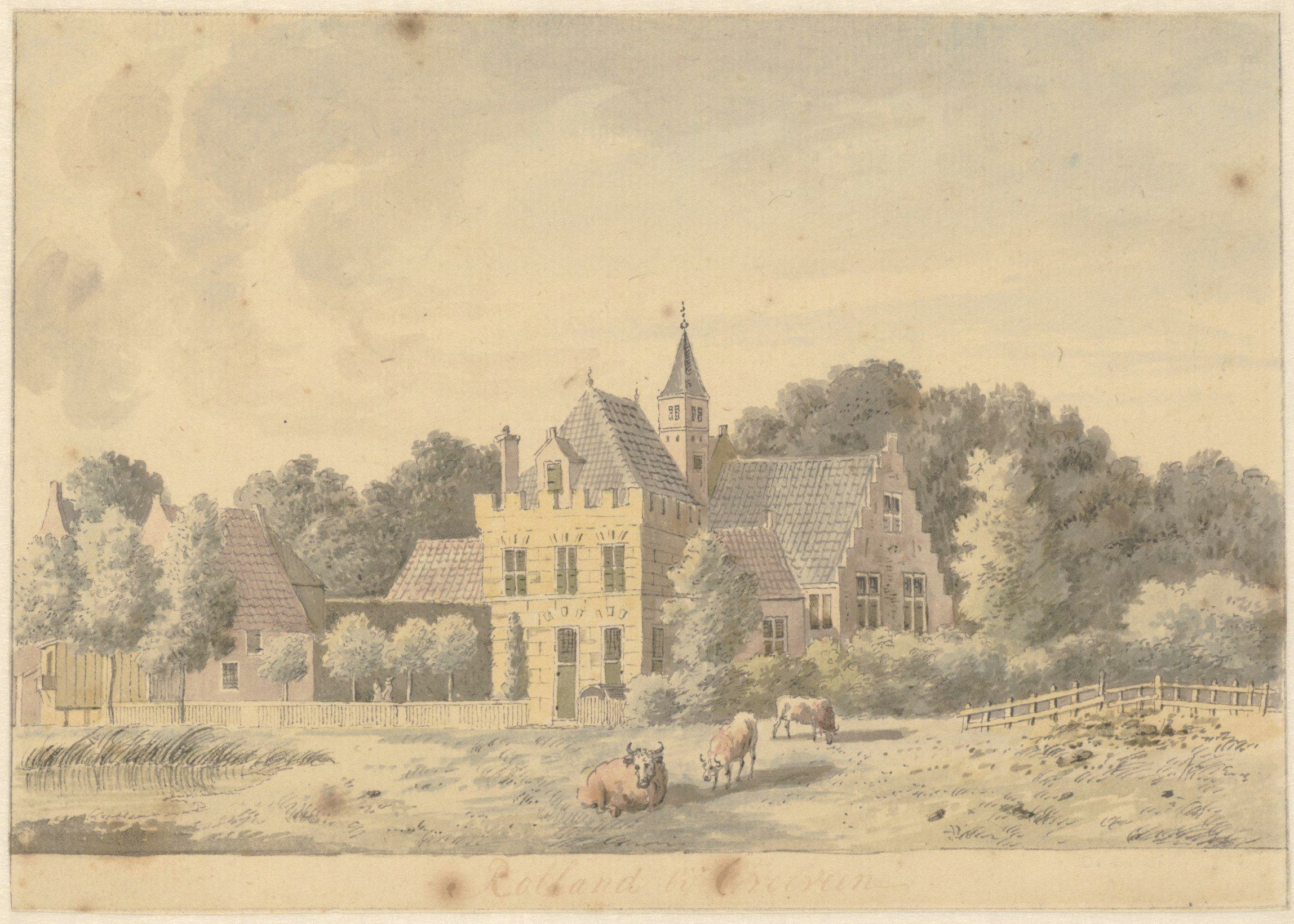
Rolland in de 18e eeuw
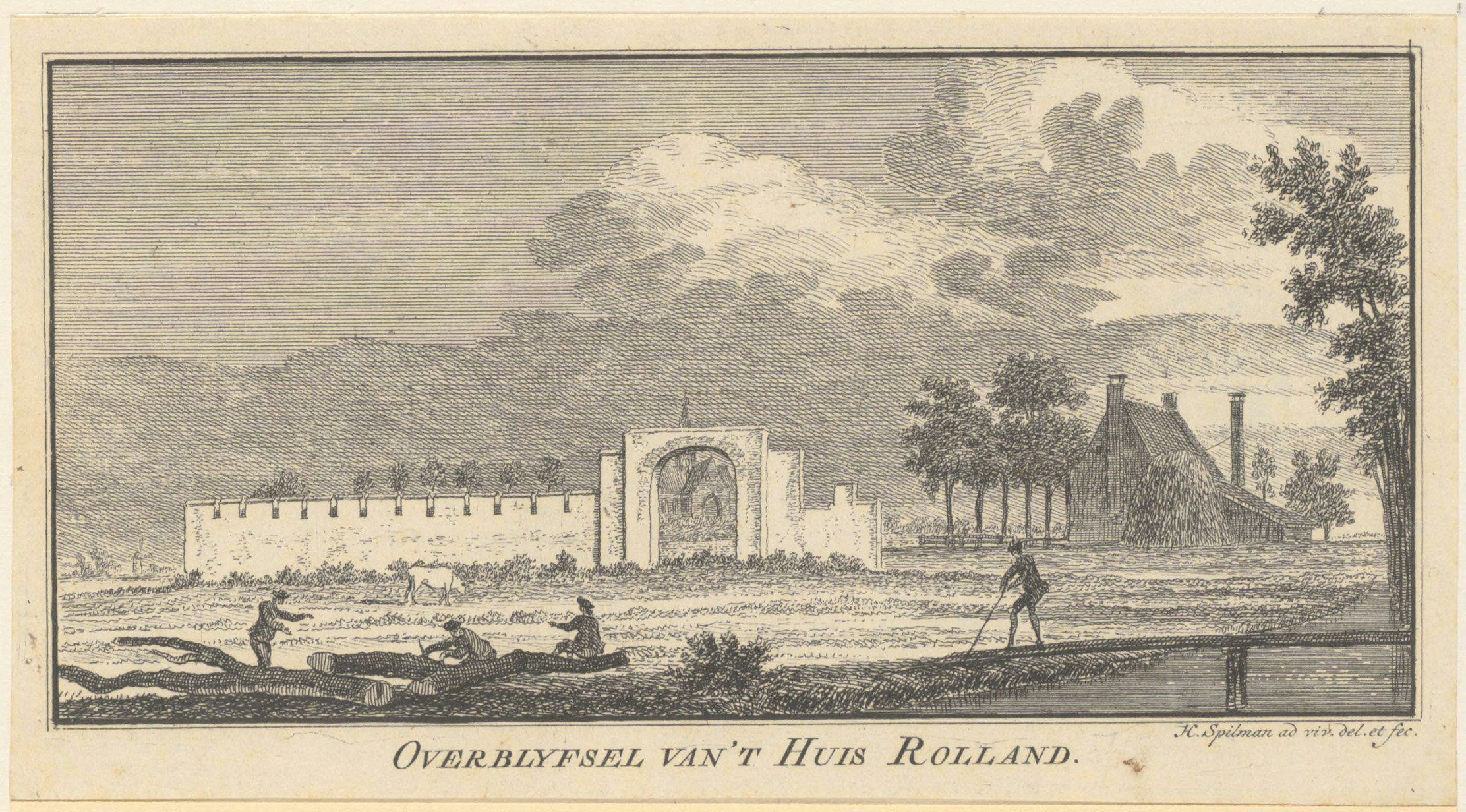
De ruïne van Rolland in 1761

Adrichem · Aelbrechtsberg · Akersloot · Amstel · Amsterdam · Assendelft · Assumburg · Banjaert · Beeckestijn · Berkenrode · Boekel · Bollenhofstede · Ten Bosch · Brederode · Caprera · Ter Coulster · Cranenbroek · Dampegeest · Eenigenburch · Egmond · Heemstede · Hilversum · Ilpenstein · Jan Aernts woninge van Bennebroek · Keggenrode · Ter Kleef · Kostverloren · Kronenburg · Marquette · Merestein · Middelburg · Muiderslot · Nederhorst · Nieuwburg · Nuwendoorn · Oud Haerlem · De Park · Poelenburg · Purmersteijn · Radboud · Huis te Ramp · Reewijk/Rietwijk · Rolland · Ruysdael · Schagen · Huis te Schoten · Sparenwoude · Te Spijk · Swanenburch · Sypesteyn · Tetrode · Teylingerbosch · Torenburg · Velsen · De Vlotter · Vogelenzang · Ter Wijc · Wijdenes · Ypestein · Te Zaanen